# Милнз, Роберт Дэвид
Роберт Дэвид Милнз (англ. Robert David Milns, 1938 г. р.) — британский антиковед. Эмерит-профессор.
С первоклассным отличием окончил Лидский университет (бакалавр искусств), где учился в 1957-60 годах. Также получил степень бакалавра классики с первоклассным отличием в кембриджском Пембрук-колледже. В Кембридже получил и степень магистра искусств.
В 1962-64 гг. преподаватель школы в Уэйкфилде.
В 1964-70 гг. преподаватель Университета Новой Англии.
В 1970—2003 гг. профессор классики и античной истории Квинслендского университета, с 2004 года эмерит; в 1970-80 и 1984—1997 гг. завкафедрой классики и античной истории, а в 1974-76 гг. декан факультета искусств; в 1978-79 и 1981-92 гг. член университетского сената.
В 2007 г. в его честь был назван университетский музей древности.
Также в Квинслендском ун-те существует его именная приглашённая профессура.
Автор трёх монографий, в частности об Александре Македонском (Лондон, 1968).
С 1997 года член Ордена Австралии.